# Tenis na OI 2016.
Tenis na OI 2016. u Rio de Janeiru održao se od 6. do 14. kolovoza na terenima Olimpijskog teniskog centra.
Hrvatska je imala četvero predstavnika Marin Čilić poražen je u trećem kolu, Ana Konjuh u drugom, Borna Ćorić u prvom isto kao i par Čilić - Draganja.

## Osvajači medalja
| Kategorija           | Zlato                                   | Srebro                                    | Bronca                                |
| Muškarci pojedinačno | Andy Murray Ujedinjeno Kraljevstvo      | Juan Martín del Potro Argentina           | Kei Nishikori Japan                   |
| Žene pojedinačno     | Mónica Puig Portoriko                   | Angelique Kerber Njemačka                 | Petra Kvitová Češka                   |
| Muškarci parovi      | Španjolska Marc López Rafael Nadal      | Rumunjska Florin Mergea Horia Tecău       | SAD Steve Johnson Jack Sock           |
| Žene parovi          | Rusija Ekaterina Makarova Elena Vesnina | Švicarska Timea Bacsinszky Martina Hingis | Češka Lucie Šafářová Barbora Strýcová |
| Mješoviti parovi     | SAD Bethanie Mattek-Sands Jack Sock     | SAD Venus Williams Rajeev Ram             | Češka Lucie Hradecká Radek Štěpánek   |

## Vanjske poveznice
- Tenis na OI 2016. službene stranice  Arhivirana inačica izvorne stranice od 26. kolovoza 2016. (Wayback Machine)